# Ormosia kamikochiae
Ormosia kamikochiae är en tvåvingeart som beskrevs av Alexander 1947. Ormosia kamikochiae ingår i släktet Ormosia och familjen småharkrankar. Inga underarter finns listade i Catalogue of Life.